# Salto de Roldán

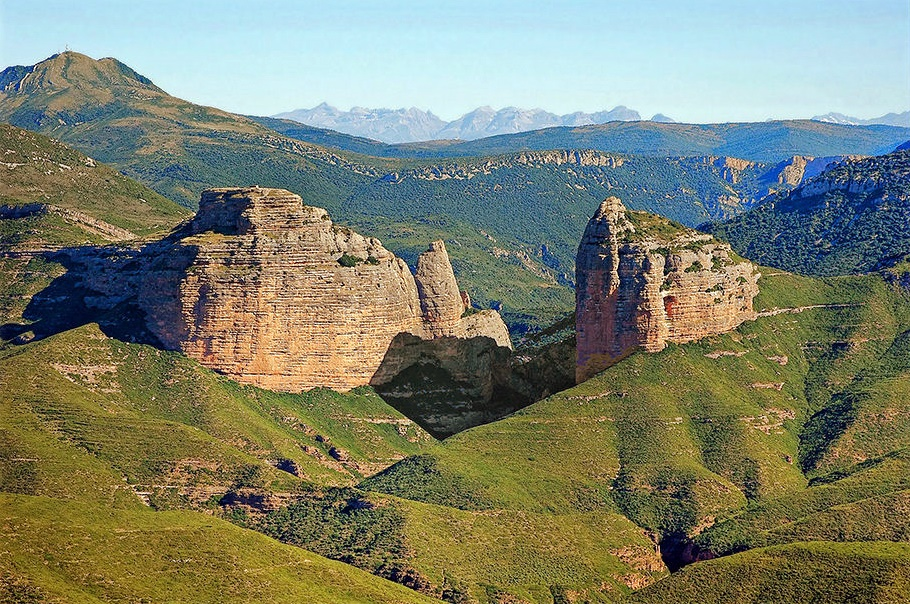
Vista aérea del Salto de Roldán.

El llamado «Salto de Roldán» es una formación rocosa en el Prepirineo oscense, en el Alto Aragón. Está formada por dos inmensas moles pétreas que configuran la puerta de entrada a la sierra de Guara y avanzan como proas sobre la Hoya de Huesca. Se trata de la peña San Miguel (izquierda), de 1123 m, y la peña Amán, de 1124 m, entre las que discurre el río Flumen. Se encuentra en el extremo izquierdo del parque natural de la Sierra y Cañones de Guara.

## Origen
A mediados del periodo Terciario, los ríos arrastraron las gravas y cantos desde el Pirineo hasta la depresión del Ebro. Estos depósitos, consolidados como conglomerados, han sido esculpidos por los ríos dando unas formas columnares denominadas «mallos» y configurando un característico y vigoroso relieve en un entorno esencialmente calizo como es la Sierra de Guara.

## Historia
El Salto de Roldán fue una zona militarizada durante la pertenencia de la ciudad de Huesca al Califato de Córdoba. El episodio bélico más importante vivido en ese periodo fue el asalto del rey García Sánchez I de Pamplona en el año 941 a los baluartes de San Miguel (Sen) y Amán (Men); estas posiciones situadas en la parte superior de las dos peñas fueron recuperadas al año siguiente por Muhámmad ibn Háshim at-Tuyibi, señor musulmán de Zaragoza, algo que fue festejado en la Mezquita de Córdoba.

## Leyenda
Cuenta la leyenda que cuando el portentoso Roldán, al mando de la retaguardia del ejército carolingio, se retiraba hacia Francia, hostigado desde el sur, fue rodeado en la peña Amán. Roldán, para liberarse de sus perseguidores, espoleó a su caballo que, de un salto, alcanzó la peña de enfrente, sorteando el abismo, dejando marcadas sus huellas en la propia roca.

## Galería

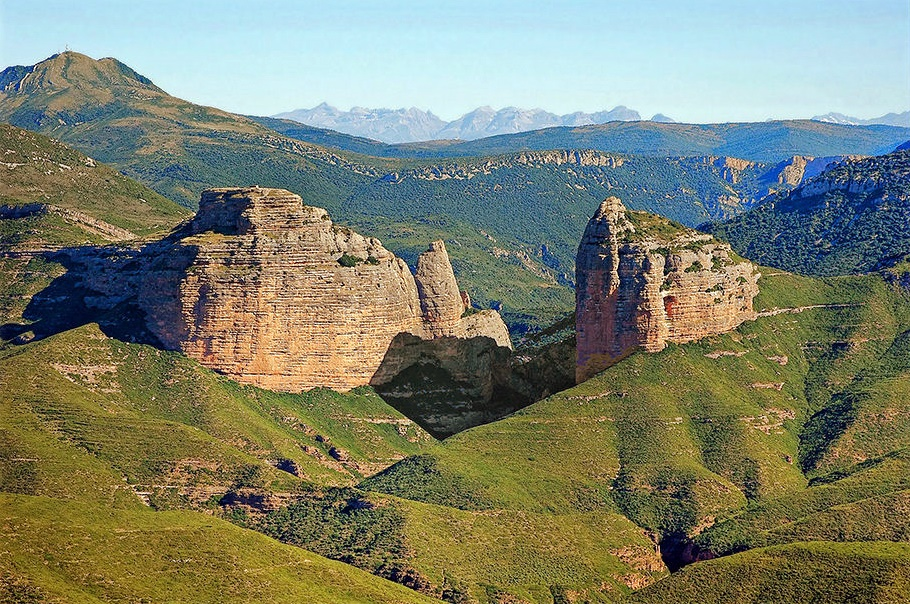
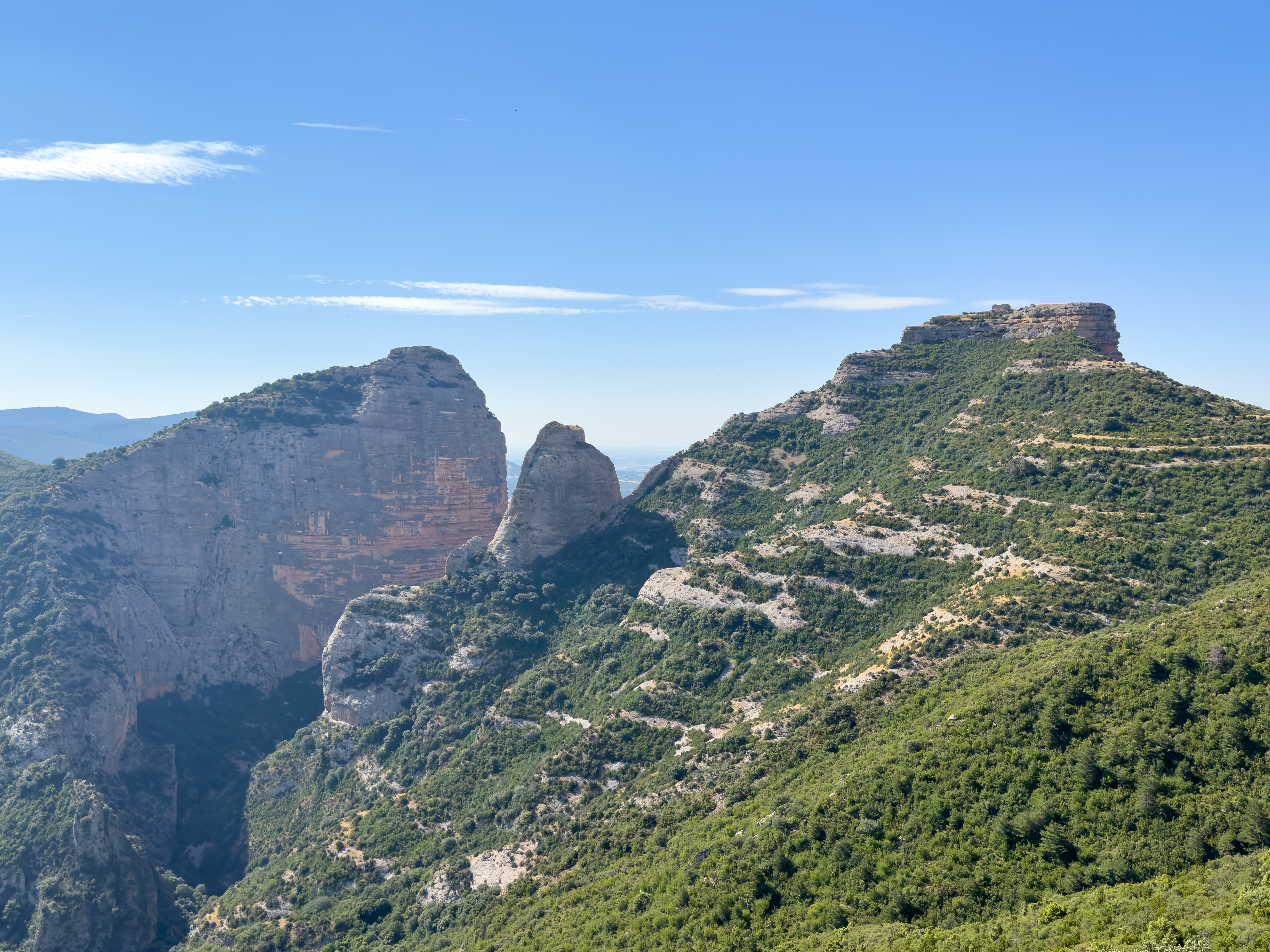
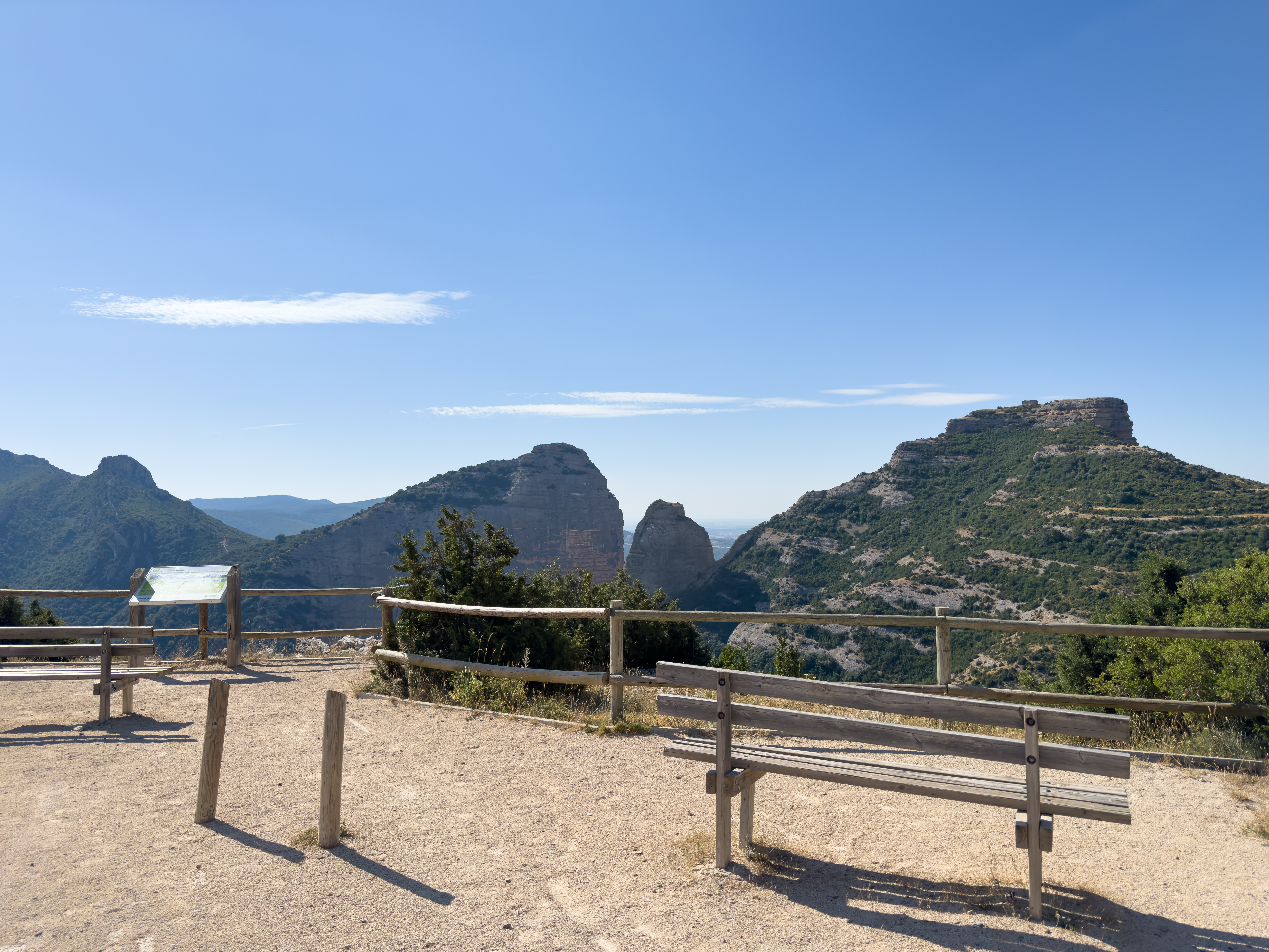